# Tage Ekfeldt
Tage Henning Ekfeldt (né le 14 juin 1926 à Kuddby et mort le 28 décembre 2005 à Skövde) est un athlète suédois spécialiste du 400 mètres et du 800 mètres. Médaillé de bronze avec l'équipe suédoise de relais 4 × 400 mètres aux championnats d'Europe 1950 et finaliste sur 800 m, il participe aux Jeux olympiques de 1952 en individuel et en relais, sans passer un seul tour dans les deux catégories. Il est 4e sur 4 × 400 m aux championnats d'Europe 1954.

## Biographie

### Palmarès
| Date | Compétition           | Lieu      | Résultat | Épreuve   | Performance  |
| ---- | --------------------- | --------- | -------- | --------- | ------------ |
| 1950 | Championnats d'Europe | Bruxelles | 7e       | 800 m     | 1 min 53 s 8 |
| 1950 | Championnats d'Europe | Bruxelles | 3e       | 4 × 400 m | 3 min 11 s 6 |
| 1954 | Championnats d'Europe | Berne     | 4e       | 4 × 400 m | 3 min 12 s 5 |

### Records
| Épreuve    | Performance  | Lieu   | Date         |
| ---------- | ------------ | ------ | ------------ |
| 400 mètres | 47 s 6       |        | 1952         |
| 800 mètres | 1 min 49 s 0 | Örebro | 14 août 1953 |